# Один доллар США (банкнота)
Один доллар США — наименьший по номиналу федеральный резервный билет США. На лицевой стороне банкноты изображён портрет первого президента Джорджа Вашингтона, написанный Гилбертом Стюартом. На обратной — две стороны Большой печати США.
Среднее время нахождения в обиходе банкноты составляет около 70 месяцев (почти шесть лет). В 1990—2008 годах ежегодно печаталось от 3 до 5 млрд долларовых банкнот. В последующие годы этот показатель колебался около 2,5 млрд банкнот, хотя в 2021 и 2022 годах не достигал и 1 млрд.

## Изображение
Все современные долларовые банкноты имеют не зависящий от номинала одинаковый размер 6,14 на 2,61 дюйма (155,956 на 66,294 мм).

### Аверс
На аверсе в центре изображён портрет Вашингтона, выполненный по технологии глубокой печати (изображение рельефное). Слева от портрета расположена печать одного из банков-членов Федеральной резервной системы (в зависимости от банка-эмитента на банкноте изображены разные буквы от A до L). В зависимости от номера буквы в 4 углах помещена соответствующая цифра (1 для А, 2 для В и т. д.).
Справа от портрета Вашингтона изображена печать министерства финансов США. На этой печати помещены весы, символизирующие правосудие, поле с 13 звёздами (число первых штатов), ключ и число 1789 — год основания министерства.
Под печатями расположены факсимиле подписей руководителей Федеральной резервной системы и Министерства финансов, соответственно.

### Реверс

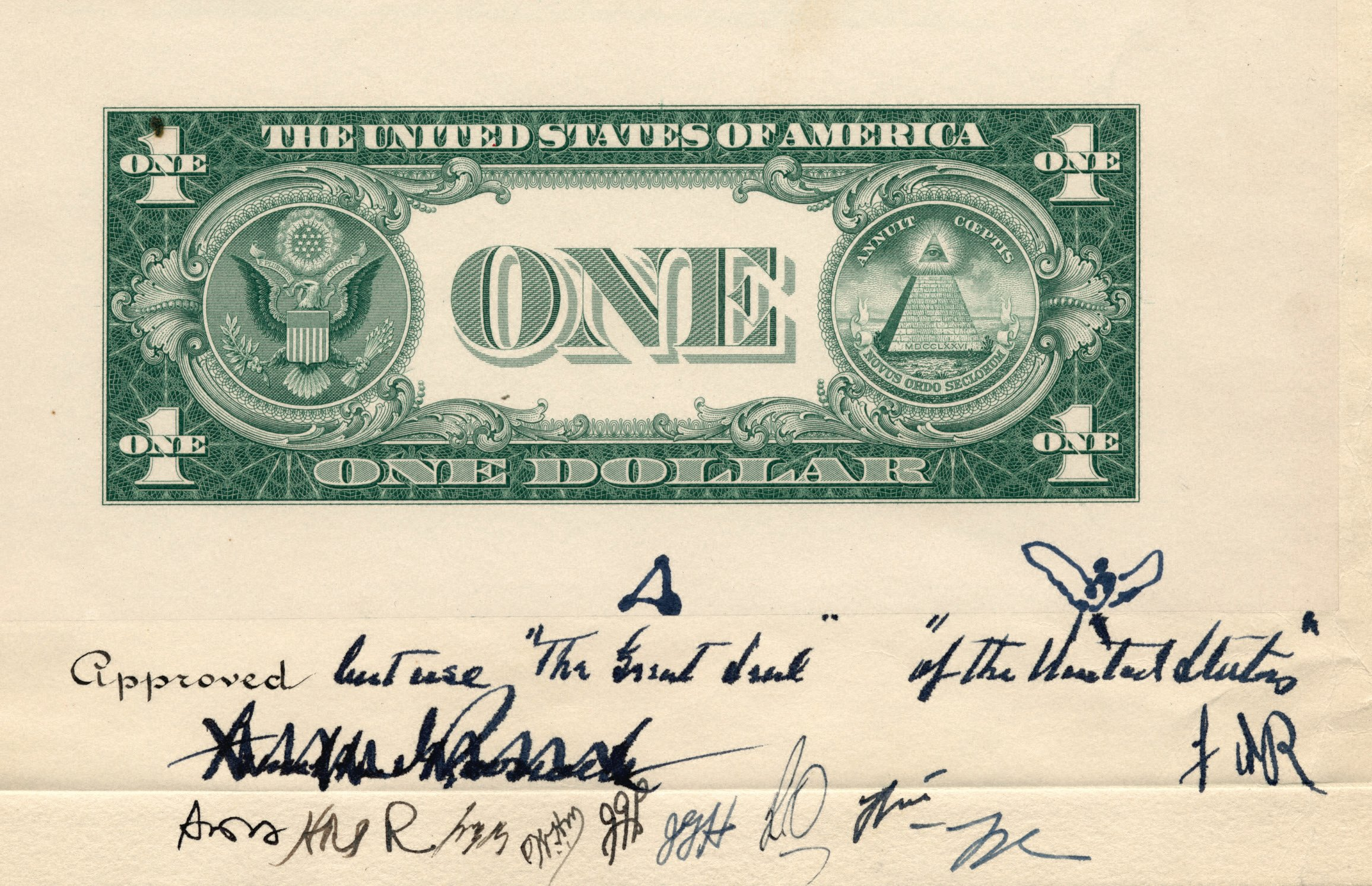
Изображение реверса $1 с подписью Рузвельта

На реверсе по бокам изображены две стороны Большой печати США. Центр занимает слово ONE, над которым меньшими буквами написано «IN GOD WE TRUST» (На Бога уповаем). По углам расположены цифры 1 с надписью ONE поверх. Верх банкноты занимает надпись THE UNITED STATES OF AMERICA.
Современный дизайн обратного изображения 1-долларовой банкноты был утверждён ещё Франклином Рузвельтом в 1935 году. В этом же виде с незначительными изменениями (стороны печати изменены) он существует до сих пор.
Инициаторами изменений в дизайне банкноты 1935 года были Генри Уоллес и Франклин Рузвельт, её дизайнером — Эдвард М. Уикс — начальник Гравировального отдела Бюро по выпуску денежных знаков и ценных бумаг при Министерстве финансов США. Некоторые авторы приписывают идею рисунка банкноты Николаю Рериху. Международный совет рериховских организаций заявил, что Рерих не имеет к дизайну банкноты никакого отношения.
На Большой печати США и, соответственно на 1-долларовой банкноте, имеется большое количество символов, которые трактуются многими как масонские. При этом следует учитывать, что сама Большая печать США существует с 1782 года.
На лицевой стороне печати и в правой стороне 1 $ изображены белоголовый орлан, являющийся национальным символом США. В одной лапе он держит 13 стрел, в другой оливковую ветвь, символизирующие то, что Соединённые Штаты Америки «хотят мира, но всегда готовы к войне». Оливковая ветвь традиционно изображена с 13 листьями и 13 оливками. Голова орла повёрнута в сторону оливковой ветви, что означает большее предпочтение миру, а не войне. В клюве орёл держит свиток с надписью на латинском «E Pluribus Unum», что переводится как «из многих — единое». Над головой орла расположены 13 звёзд в голубом облаке. Звёзды расположены в строках 1-4-3-4-1, формируя шестиконечную звезду Давида. На груди у орла щит с 13 красными и белыми полосами.
На обратной стороне печати и в левой стороне 1 $ изображена незаконченная пирамида, вершину которой венчает глаз в треугольнике («Око Провидения»). Она состоит из тринадцати уровней, традиционно символизирующих 13 штатов, первоначально входивших в состав США. На первом уровне нанесена дата 1776 римскими цифрами — MDCCLXXVI. Латинское надпись «Annuit Cœptis» означает «наши начинания благословенны». На свитке под пирамидой расположено ещё одно латинское изречение «Novus Ordo Seclorum» — «Новый порядок веков».

## История

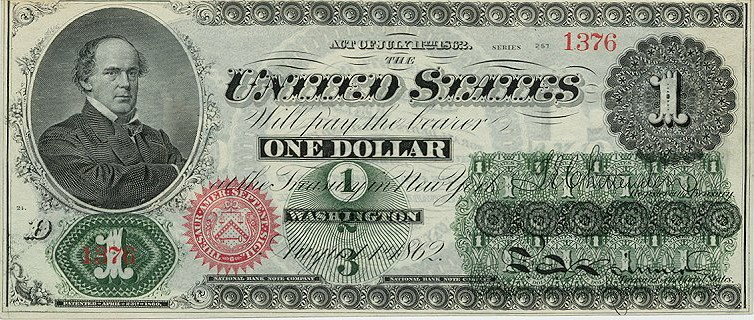
Доллар 1862 года

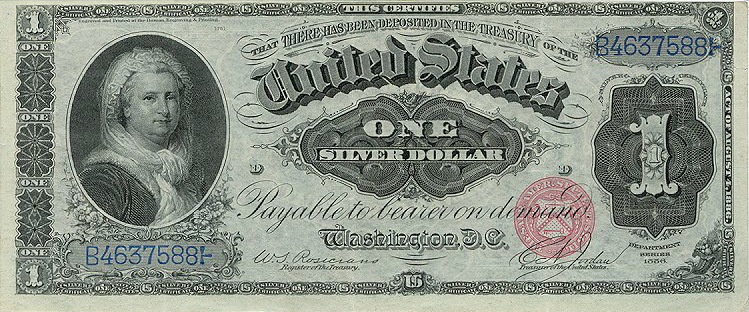
Серебряный сертификат 1886 года номиналом в 1 доллар

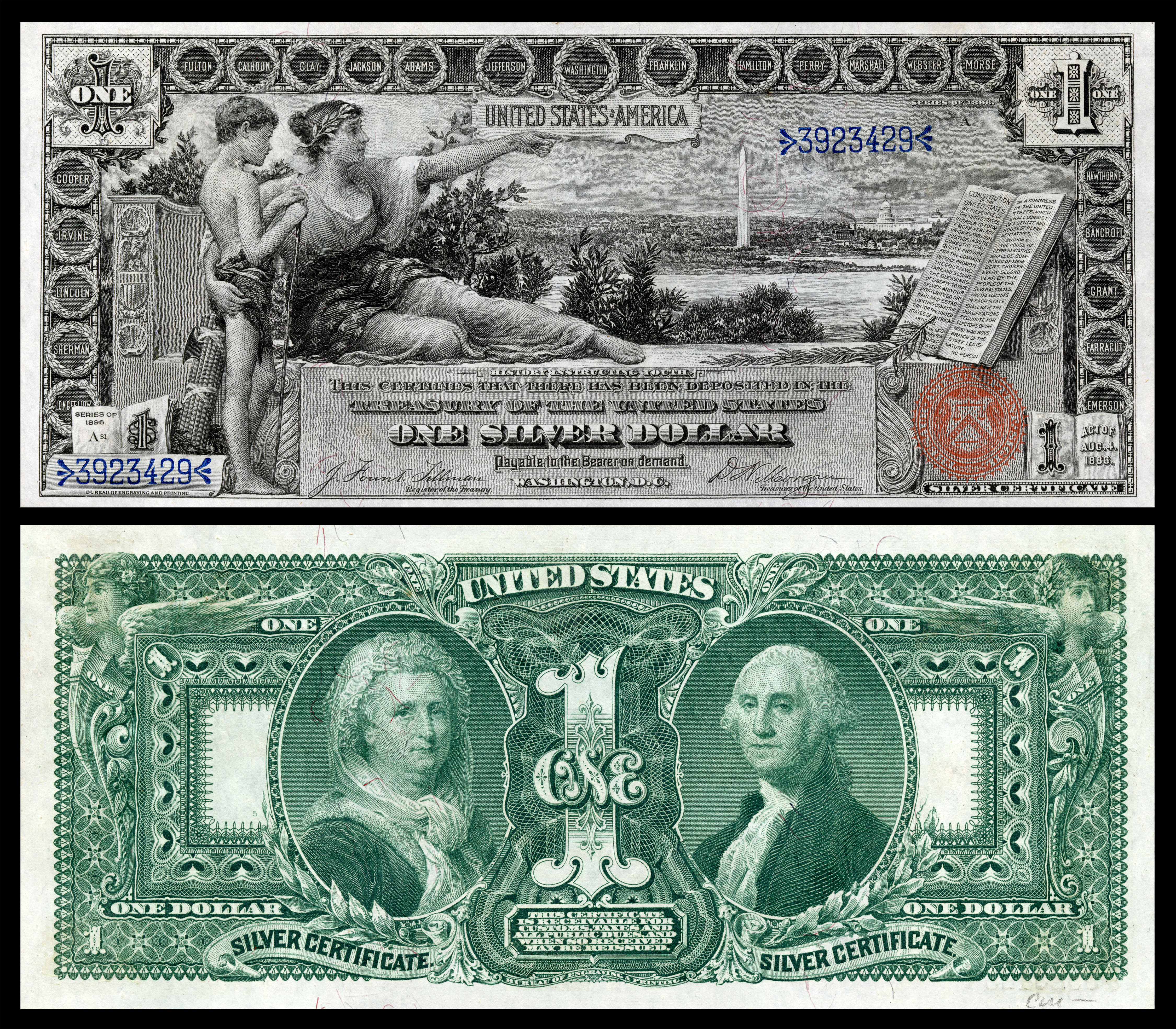
Серебряный сертификат 1896 года номиналом 1 доллар

С 1862 по 1928 годы выпускались размером 189 × 79 мм, с 1929 года их размер был уменьшен до 155,956 × 66,294 мм × 0,10922 мм.
- 1862 год — первая 1-долларовая банкнота была выпущена во время президентства Авраама Линкольна в период Гражданской войны. На лицевой стороне был изображён министр финансов Салмон Чейз.
- 1869 год — банкнота была видоизменена. В центре банкноты изображён Джордж Вашингтон. Несмотря на то, что по сути она являлась банкнотой США, на ней была обозначено «Банкнота министерства финансов» (англ. TREASURY NOTE). В 1874 году надпись на аверсе заменена на «Банкнота Соединённых Штатов» (англ. UNITED STATES NOTE). Изменения на аверсе и реверсе были также в 1880 году.
- 1886 год — выпущен серебряный сертификат номиналом в 1 доллар с изображённой на аверсе Мартой Вашингтон
- 1896 год — «образовательная серия». На аверсе представлено аллегорическое изображение — «история обучает молодёжь». На реверсе изображены портреты Марты и Джорджа Вашингтона.

Впоследствии аверс $1 серебряного сертификата был переделан. На нём в 1899 году изобразили здание Капитолия, а под ним Авраама Линкольна и Улисса Гранта.
- Впоследствии на долларе изображался лишь портрет Вашингтона. Современную форму и вид приобрёл к 1935 году во время президентства Рузвельта. С небольшими изменениями в таком же виде существует и по сей день.
- С 1963 года становится федеральным резервным билетом (FEDERAL RESERVE NOTE), а не серебряным сертификатом, то есть банкноты выпущенные после 1963 года не подлежат обязательному обмену на серебро.

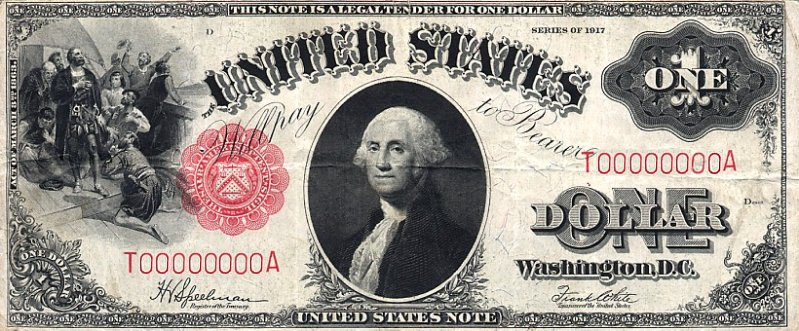
$1 1917 года
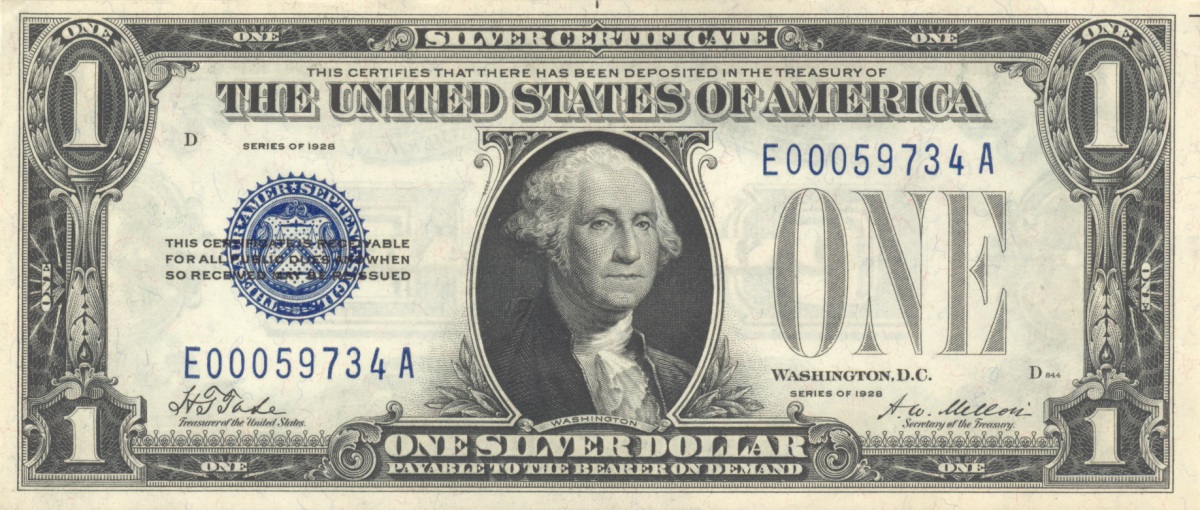
$1 1928 года
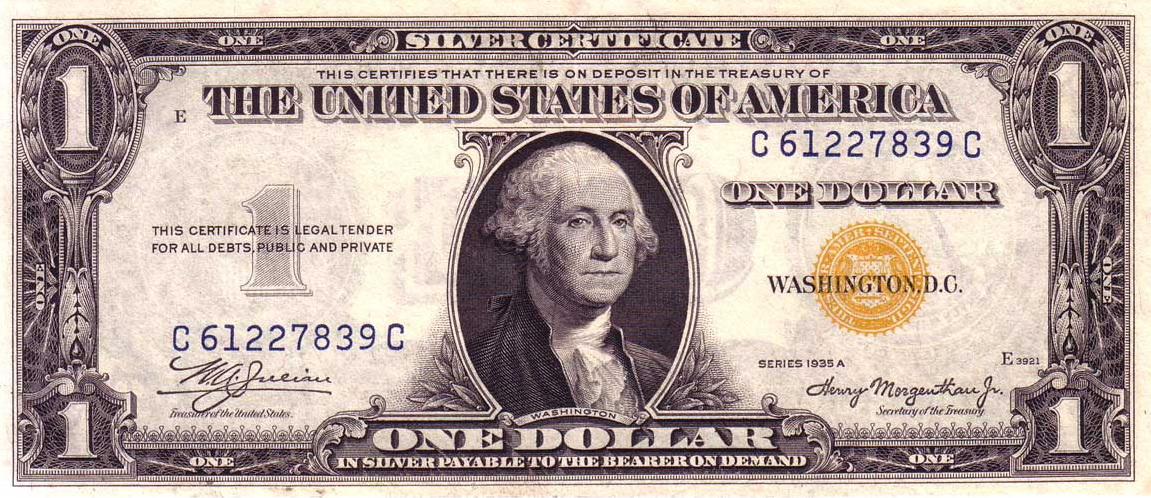
$1 1935 года
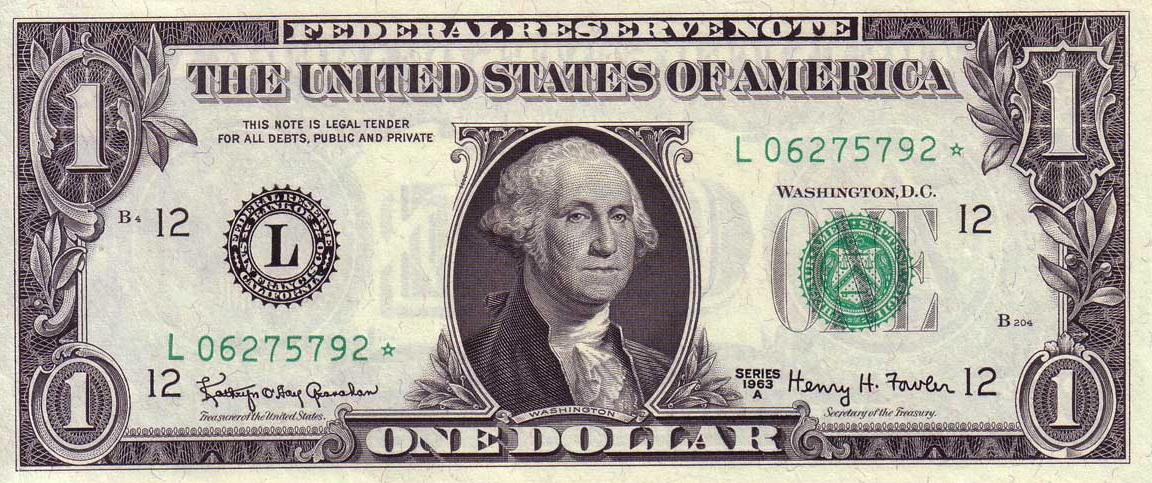
$1 1963 года
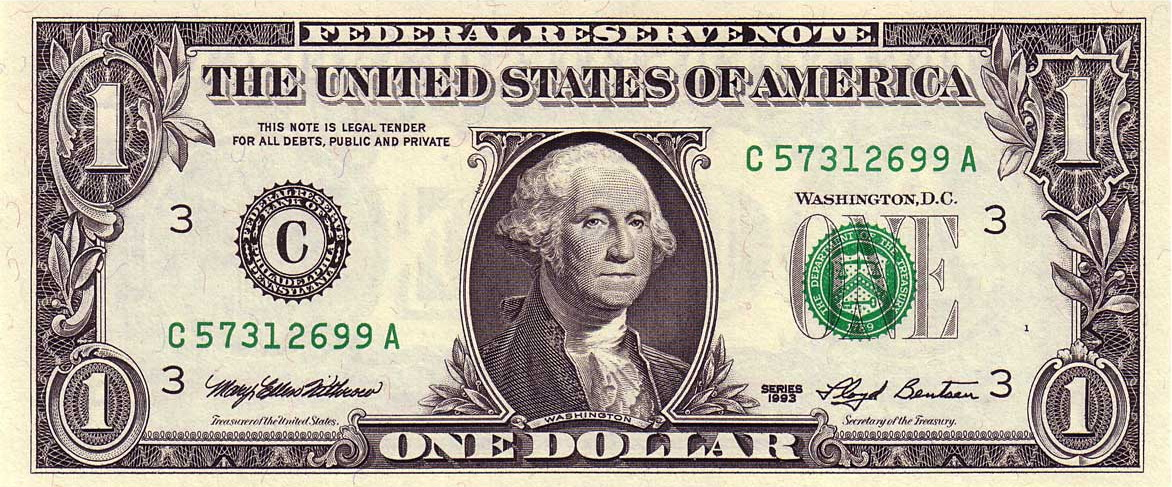
$1 1993 года
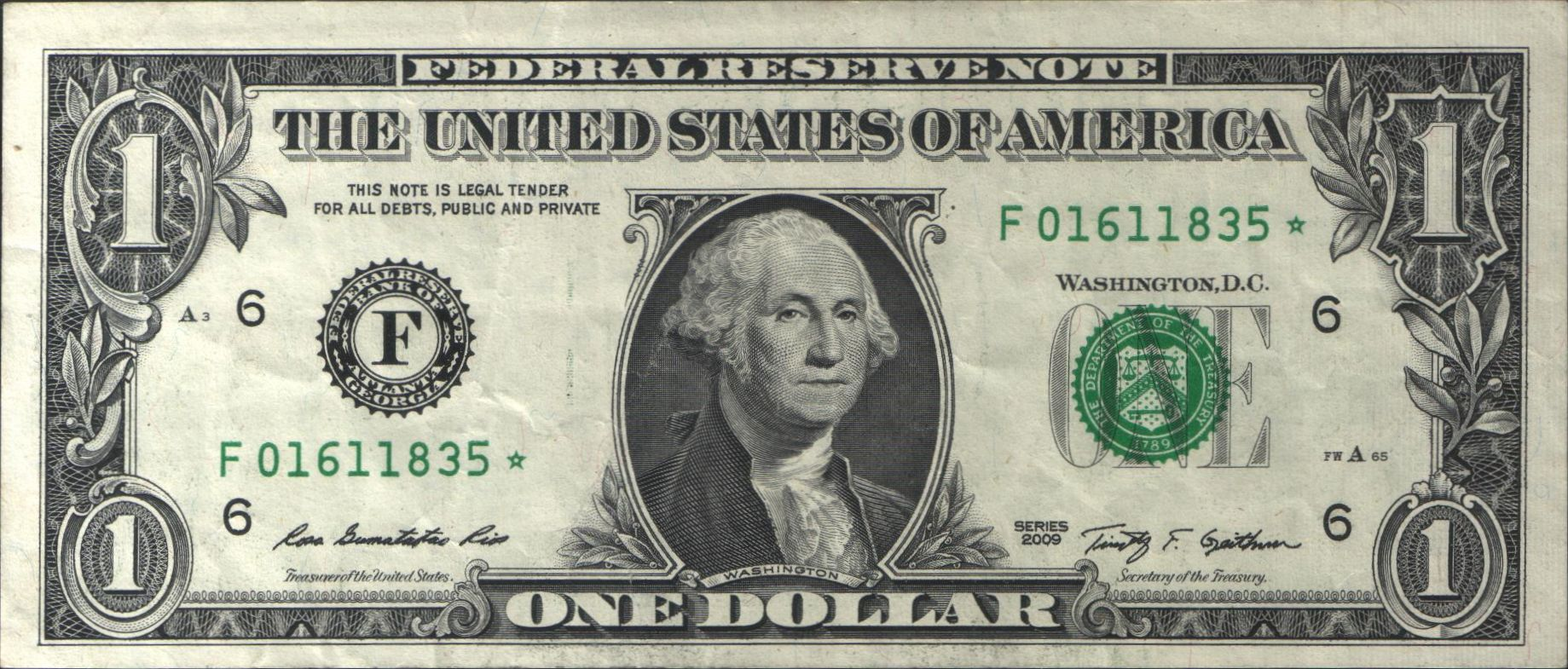
$1 2009 года